# 黃花根節蘭
黃根節蘭（學名：Calanthe striata）又名黃海老根、黃花根節蘭、川上氏根節蘭或黄根节兰。为蘭科根節蘭屬下的多年生半常绿地生草本植物，生长于海拔400米至1,500米的山地林下。分布于日本本州南部以南、朝鮮半島、中國東南部（湖北、湖南、江西）、臺灣北部等地。其种加词“striata”意为“有条纹的”。
在中国依靠蜜蜂科木蜂属的中华绒木蜂、赤足木蜂和黄胸木蜂进行传粉。